# Tapajoleskia taurea
Tapajoleskia taurea là một loài ruồi trong họ Tachinidae.